# Rotorua International Stadium
 (avril 2025).
Si vous disposez d'ouvrages ou d'articles de référence ou si vous connaissez des sites web de qualité traitant du thème abordé ici, merci de compléter l'article en donnant les références utiles à sa vérifiabilité et en les liant à la section « Notes et références ».
Le Rotorua International Stadium est une enceinte sportive située à Rotorua. Il possède environ 34 000 places lors de matchs de sport et 30 000 lors des concerts.

## Évènements
- Coupe du monde de rugby à XV 1987
- Coupe du monde de rugby à XV 2011